# Бібендум

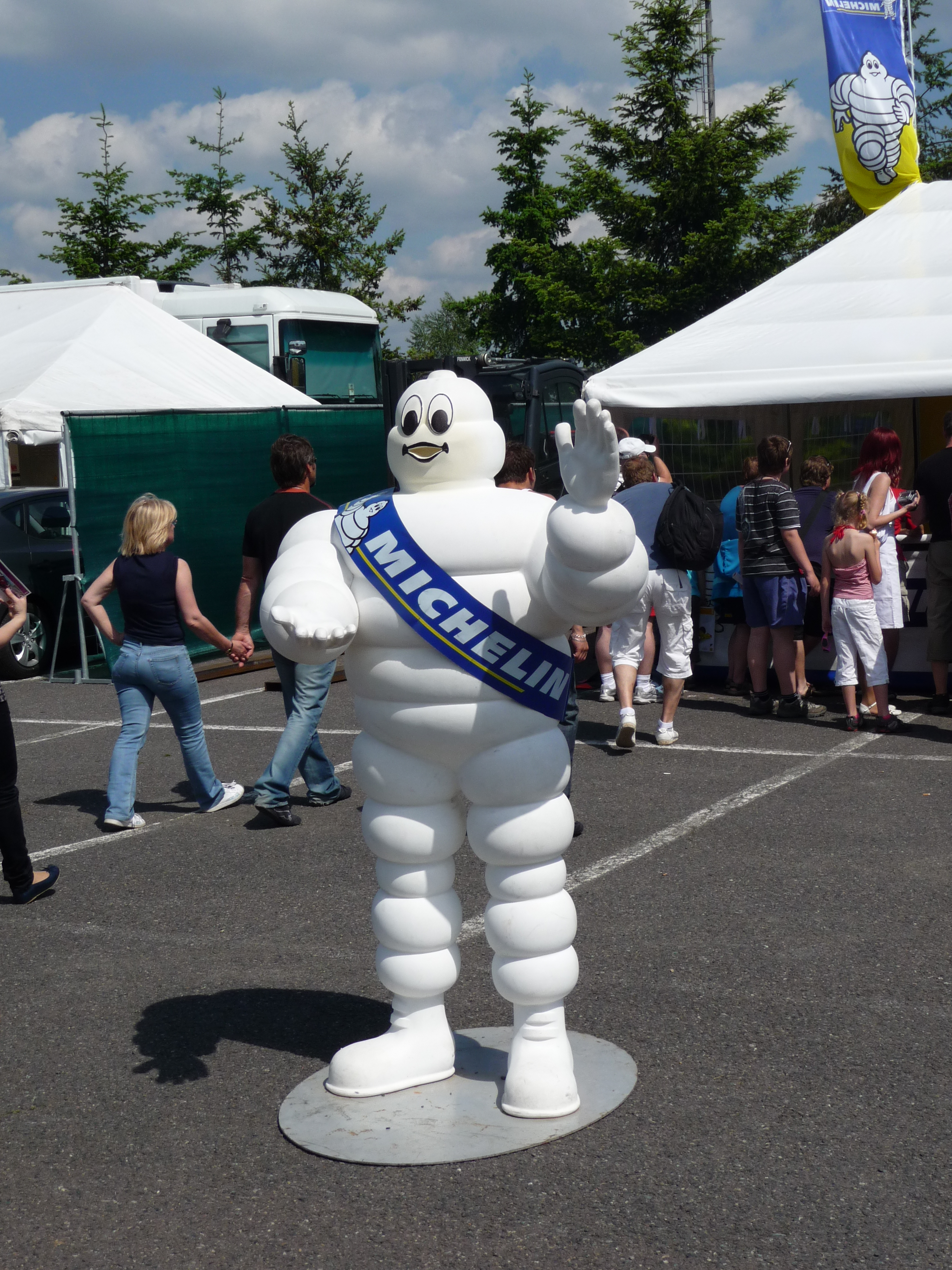
Бібендум

Бібендум (Bibendum, також відомий як Michelin Man) — гумовий чоловічок, символ французької компанії «Мішлен», яка займається виробництвом й продажем автомобільних шин.

## Народження Бібендума
У 1894 році під час виставки в Ліоні відповідальний за оформлення стенда компанії побудував колони з шин різного діаметра. Едуард Мішлен зауважив, що якщо приладнати до однієї з колон руки, то вийде кумедний чоловічок. Тоді ніхто не міг навіть припустити, що дуже скоро ця ідея отримає продовження і приноситиме компанії солідні дивіденди.
Через деякий час брат Едуарда, Андре Мішлен, побачив серед робіт художника О'Галопа (Маріуса Россійона, фр. Marius Rossillon) рекламний плакат для однієї мюнхенської броварні, відхилений замовником. На малюнку був зображений огрядний чоловік, який розмахував кухлем пива і виголошував тост «Nunc est bibendum!» («Якщо пити, то зараз!», Горацій «Оди»). Андре пригадав Едуардове зауваження і запропонував О'Галопу намалювати товстуна, складеного з шин.
У квітні 1898 року плакат був готовий: значну частину композиції займала фігура з шин, замість пивного кухля — келих, наповнений цвяхами і уламками скла, що символізував дорожні небезпеки; напис латиною доповнено гаслом «Шини Michelin „випивають“ перешкоди». Вже у червні цього ж року кумедного чоловічка було представлено публіці на Паризькому автосалоні. Дотепні парижани швидко охрестили товстуна «дорожнім пияком». Ім'я Bibendum чоловічок отримав випадково. Під час автопробігу Париж — Амстердам — Париж у липні 1898 року один із учасників, Léon Théry, побачивши Андре Мішлена, вигукнув: «Дивіться, Бібендум йде!». Невідомо, як і коли прізвисько приклеїлося не до «татка», а до його «дитини»; чоловіка-шину довго називали просто «чоловічок Мішлен» (фр. bonhomme Michelin). Лише у 1908 році Бібендум був офіційно зареєстрований як символ компанії.
Ставши символом марки Michelin, «дорожній пияка» потроху змінює свій вигляд: над ним починають працювати й інші художники, кожен з яких по-своєму змінює його.

## На службі у мандрівників

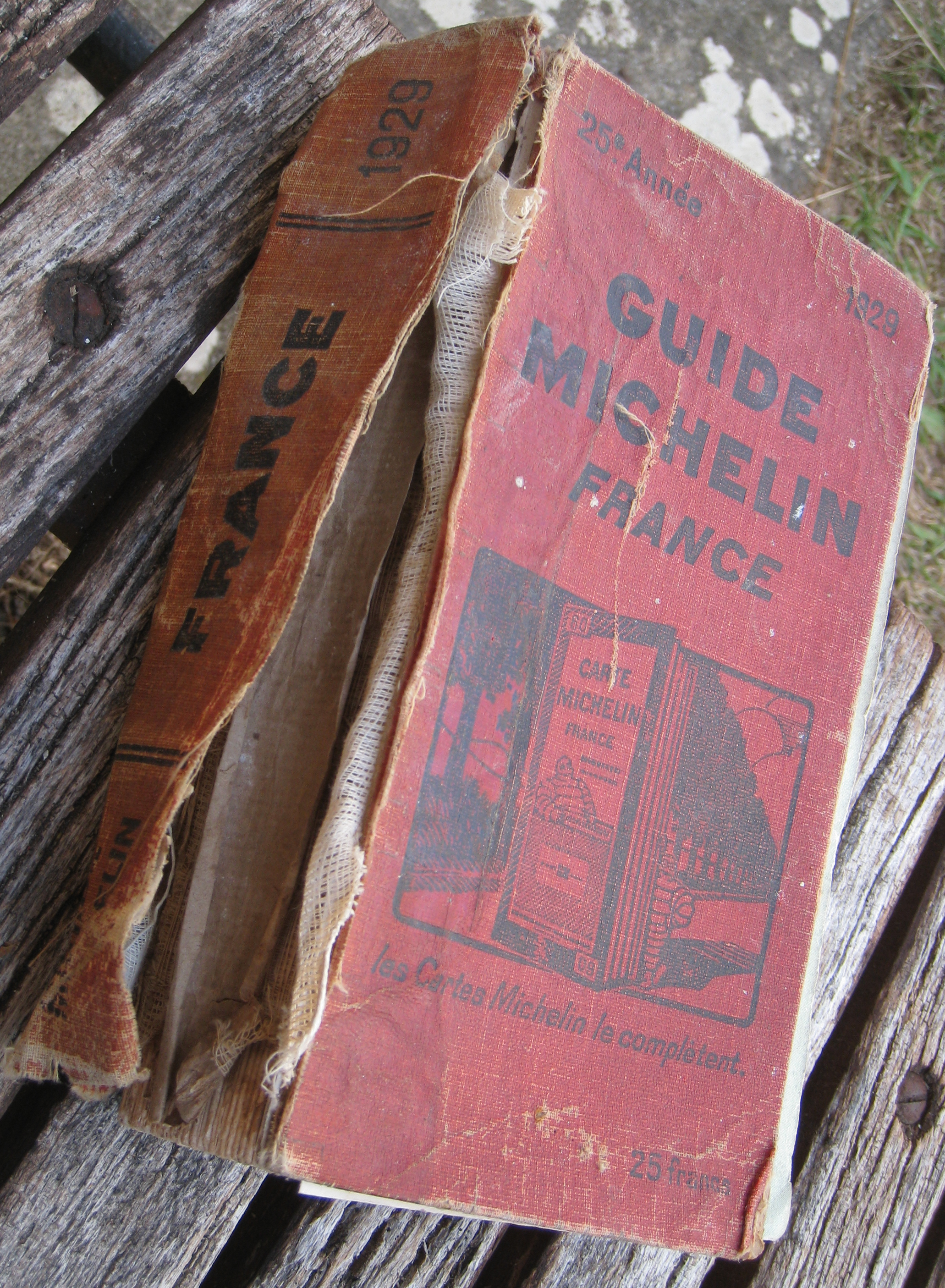
Обкладинка «Червоного гіда» 1929 року

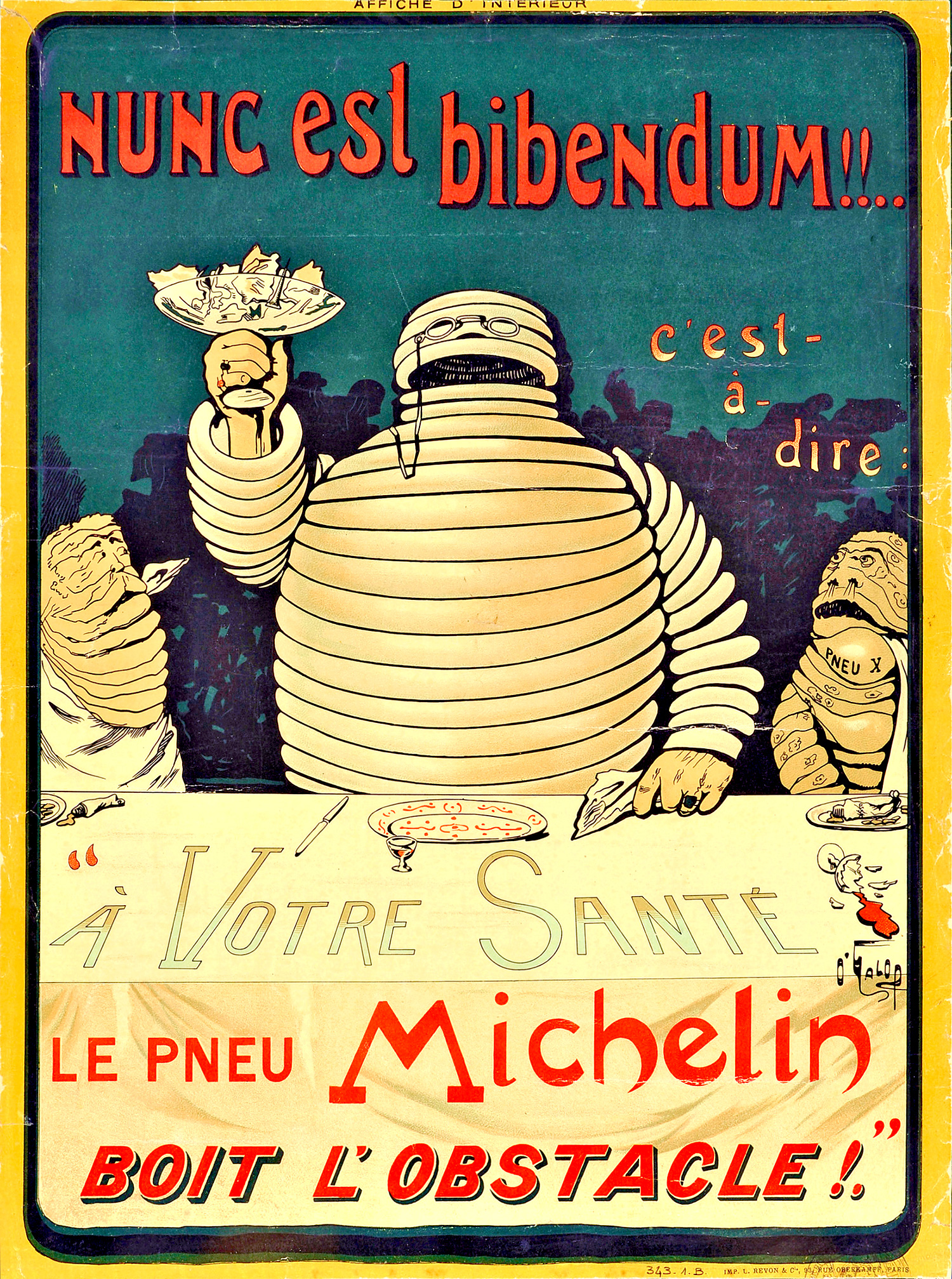
Плакат з Бібендумом,1898 рік

У 1906 році відбулося відкриття туристичної агенції «Мішлен», символом якої стає Бібендум. На початоку ХХ сторіччя виходить у світ книга кишенькового формату під назвою «Гід Мішлен». Мета довідника — надати усю корисну інформацію автомобілістам, що подорожують Францією: місця заправок та СТО, адреси готелів та ресторанів. Бібендум виконує роль радника і помічника автомобіліста: рекламує дорожні карти, нові шини тощо.

## Реклама
У 1901 році Андре Мішлен починає цілеспрямовано розміщувати в пресі рекламу своєї компанії. До цього нікому не спадало на думку купувати місце на сторінках друкованих видань, щоб на власний розсуд рекламувати свою продукцію. Так з'являються «Понеділки Мішлен» — щотижневі рекламні листівки, які вкладаються в газету щопонеділка та висвітлюють усі проблеми автолюбителів: рекомендації щодо монтажу пневматичних шин, поради щодо здачі іспитів на водійські права і т. п., а також рекламують нові моделі шин «Мішлен». На листівках зображений Бібендум в різноманітних образах: янгол у хмарах, акордеоніст, який грає для танцюючої красуні, римський імператор… «Понеділки» виходять протягом 13 років. За цей час Бібендум стає янголом-охоронцем автомобілістів.
У листопаді 1922 року виходять рекламні каталоги з детальним описом принципу кордової шини. Наклад брошури становить 500 000 екземплярів, не враховуючи французького видання. Бібендум стає відомим у семи країнах: Великій Британії, Іспанії, Голландії, Швеції, Португалії і Данії.
1927—30 рр. — Бібендум стає настільки популярним, що зображення кумедного чоловічка з'являється на приладових панелях авто, путівниках та картах, в центрах автосервісу і гаражах, на посуді, шоколаді і навіть на милі… Попит на рекламну продукцію перевищує пропозицію.

## Світ і Бібендум
З 1900 року швидке зростання компанії «Мішлен» супроводжується стрімким поширенням за межі Франції. Її логотип стає відомим у всьому світі.
Бібендум їде на мотоциклі в Чилі, стрибає з фортечного валу в Севільї, мчить уздовж океану в Гавані, подорожує потягом, що мчить в Дамаск. Природна схильність людини сприймати національні смаки і колорит пояснює широку популярність зарубіжних Бібендумів: Маестро в Італії, Сер у Великій Британії, Тореро в Іспанії…
Бібендум розвивається разом з компанією та її рекламною діяльністю. Невід'ємний від іміджу «Мішлен», цей всюдисущий чоловічок має тепер власний складний і непередбачуваний характер: легкий, мінливий, непостійний.

## Метаморфози Бібендума
В первинному образі Бібендума немає жодного сліду від епохи, в якій він з'явився. Тільки пенсне і сигара нагадують чоловіків XIX сторіччя. Як стверджує заява на реєстрацію Бібендума в Національному інституті промислової власності, датована 4 січня 1908 року, сигара є невід'ємною частиною символу фірми. У 1929 році чоловічок «кине палити», допомагаючи тим самим фірмі у боротьбі з туберкульозом, на який хворіли в цей час її робітники. Але як і всякий заповзятий курець, він час від часу повертається до своєї улюбленої сигари.
Проте, є одна деталь, яка вказує на поважний вік Бібендума — його колір. Адже чоловічок з'явився на світ у часи, коли автомобільні шини були світлими (білими, світло-сірими або кольору слонової кістки), бо у складі гуми, з якої вони виготовлялися, переважали природні каучуки. У 1920—30-х роках для підвищення міцності та зносостійкості своєї продукції виробники шин почали додавати до гуми сажу (технічний вуглець), що надала шинам чорного кольору. Поступово всі шини стали чорними, але вірний традиції Бібендум залишається білим донині.
Після Першої світової війни Бібендум зазнає значних змін. У серії перших афіш «Nunc est Bibendum» (1901—1913), його масивна і сплюснута голова округляється. У 1910 році Карло Біскаретті (Італія) робить його силует тоншим, особливо руки і ноги, часто представляючи Бібендума як денді. Художники лондонської студії «Мішлен» зроблять його вищим на зріст, надавши йому мужності. У 1914 році Рене Вансен домалює Бібендуму людський рот і підборіддя. У 1919 році Альбер Філібер олюднить погляд його косооких очей. У 1923 році, з виходом першої пневматичної шини низького тиску «Комфорт», замість 11 складок-шин залишається всього чотири, а руки стають коротшими. Тіло його набуває приємних оку пропорцій, які з цієї миті практично не міняються. У 60—80-х роках очі Бібендума також зміняться, а круглі окуляри замінять пенсне, що вийшли з моди.
У 1950—60-х роках «Мішлен» зазнає серйозних труднощів. За цих обставин Бібендум стає майже непомітним. Проте висадка на Місяць астронавтів «Аполлона-11» 21 липня 1969 року змінює цей стан речей. Франція порівнює астронавтів з Бібендумом. Персонаж, що здавався безнадійно застарілим, візьме раптом несподіваний реванш, завдяки завоюванню Всесвіту!
У 1985 році «Мішлен» починає відроджувати імідж марки.

## Michelin Challenge Bibendum

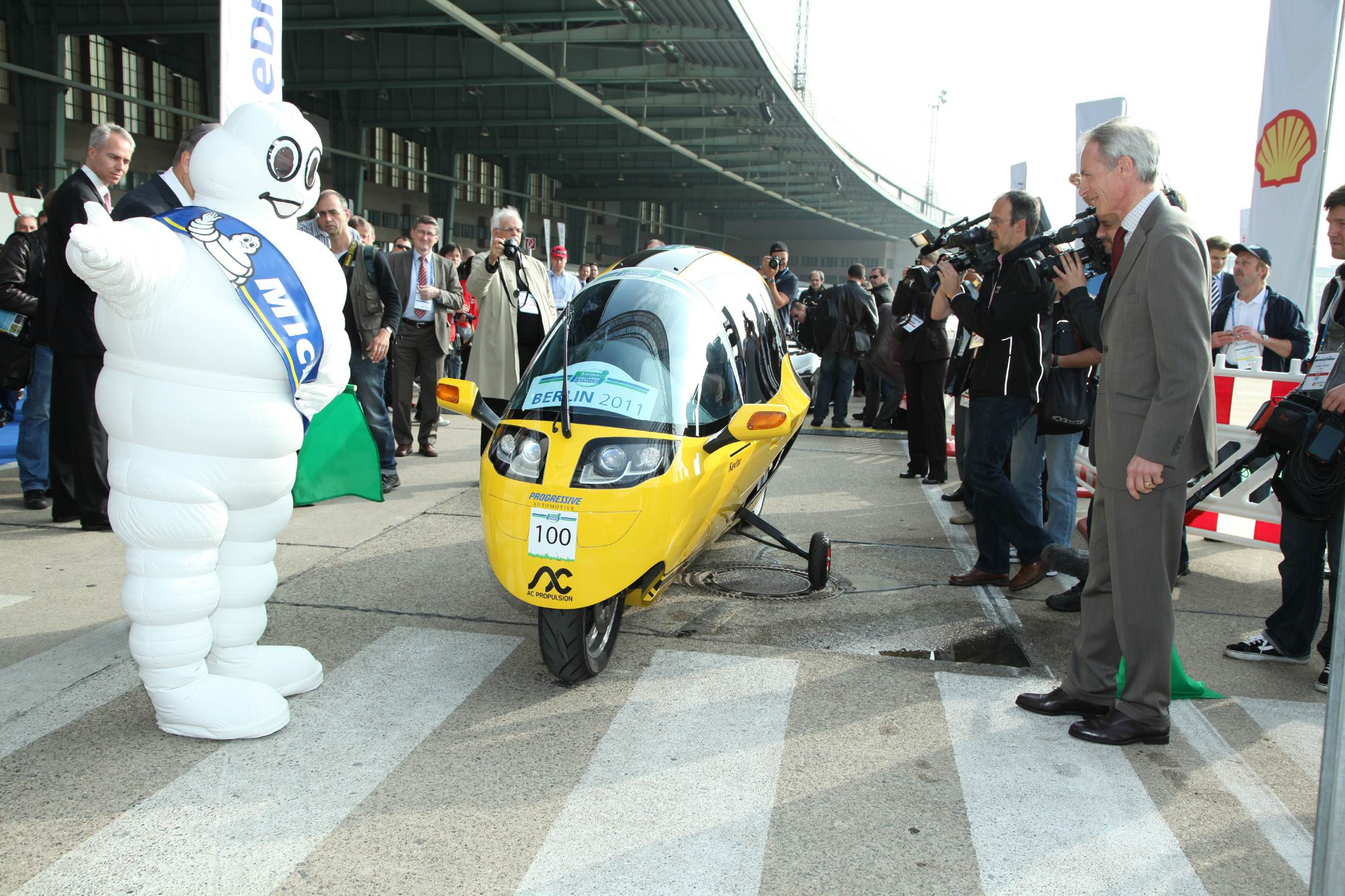
Michelin Challenge Bibendum

Michelin Challenge Bibendum — це єдиний у світі форум, що об'єднує виробників легкових, вантажних автомобілів, устаткування, постачальників енергії, представників університетів і науково-дослідницьких інститутів, видатних політичних діячів, представників неурядових організацій для вироблення загального бачення перспектив розвитку транспортної галузі — більш екологічної та безпечнішої. Проводиться компанією «Мішлен» з 1989 року.
Michelin Challenge Bibendum проходить в різних точках світу і переважно звертається до специфічних локальних питань і завдань того континенту, на якому він проводиться, але при цьому одночасно охоплює загальні проблеми глобального масштабу. Клімат, географія, перенаселеність міст, доступність і споживання енергетичних ресурсів, розвиток безпеки дорожнього руху — приклади різноманітних тем, що обговорюються на презентаціях і під час дискусій, які проходять на форумі.

## Бібендум в поп-культурі
- У 19-му альбомі коміксів «Пригоди Тінтіна» під назвою «Склад коксу» (фр. Coke en stock, 1958 р.) капітан Хаддок розмірковує про те, що істота, схожа на Бібендума, витягла ворожого пілота з води.
- У фільмі «Мисливці за привидами» (1984 р.) Раймонд Стенз, злякавшись, втілить в життя свій дитячий кошмар — оживить величезну людину-зефір (англ. Stay Puft Marshmallow Man), що збирається знищити Нью-Йорк. Людину-зефіра художники намалювали під враженням від мішленівського Бібендума.
- Ніколя де Красі (фр. Nicolas de Crécy) створив комікс «Небесний Бібендум» (фр. Le Bibendum céleste, 1994—2002).
- В мультфільмі «Арістот та його друзі» (фр. Aristote et ses Potes) у ресторан часто навідуються критики з довідника «Гід Мішлен», обличчям якого є Бібендум.
- Одна з пісень в альбомі Grain de sable (2003) французького гурту «Тріо» має назву «Месьє Бібендум» (фр. Monsieur Bibendum).
- У Кейс Поллард, героїні роману «Розпізнавання образів» (англ. Pattern Recognition) американського фантаста Вільяма Гібсона, була фобія до старих корпоративних талісманів, особливо до Бібендума.
- Мультфільм «Логорама», одним з головних героїв якого був Бібендум, нагороджений «Оскаром» як найкраща короткометражна анімація 2010 року.
- У 2009 році в Естонії побачила світ комедія «Бібендум» режисера Августаса Лієва.
- Правнук О'Галопа зняв 52-хвилинний анімаційний документальний фільм, який показували по французькому телебаченню. Цей фільм — шана художнику, що створив Бібендума.
- З креольської мови мешканців острова Реюньйон baba michelin перекладається як «інопланетянин».

## Бібендум в дизайні
- Ірландська дизайнерка меблів і архітекторка Ейлін Грей у 1920-ті роки створила інноваційне крісло «Bibendum» [Архівовано 13 серпня 2016 у Wayback Machine.], яке стало одним з найбільш впізнаваних об'єктів меблевого дизайну XX століття.[3]